# Collégiale Saint-Maurice d'Oiron
L'église Saint-Maurice d'Oiron est une ancienne collégiale située à Oiron, en France.

## Localisation
L'église est située dans le département français des Deux-Sèvres, à Oiron, commune de Plaine-et-Vallées, c'est une ancienne collégiale située à une centaine de mètres au sud-ouest du château d'Oiron.

## Historique
La première église connue à Oiron apparait dès 955-956, mais cette dernière est détruite par une fort séisme à la fin des années 1000.
Quand Guillaume Gouffier reçoit la terre d'Oiron le 17 décembre 1449 par don de Charles VII, c'est son fils Artus Gouffier via un acte du 10 mars 1519, (autorisée dès 1518 par une bulle pontificale), qui transforme l'église actuelle en collégiale (édifice possédant un chapitre de chanoines) avec l'intention de la rebâtir totalement car elle tombait en ruine.
Il décède deux mois plus tard mais sa veuve, Hélène de Hangest, s'attachera jusqu'à sa mort à réaliser ce vœu. La collégiale fut consacrée par l'évêque de Poitiers, Gabriel de Gramont, le 18 août 1532.  
A la mort d'Hélène de Hangest le 26 janvier 1538, leur fils Claude continua les travaux de la collégiale qui est définitivement achevée vers 1550. 
Elle devait accueillir le mausolée des Gouffier tout en conservant son rôle d'église paroissiale. Un chapitre composé d'un doyen, de sept chanoines et de quatre enfants de cœur y célébraient perpétuellement l'office pour les défunts de la famille. 
En 1539, les corps des membres de la famille sont transportés à la collégiale notamment celui d'Artus et de sa mère Philippe de Montmorency. Leurs gisants sont sculptés par Giovanni de Giusto Betti. 
Les tombeaux seront gravement endommagés par les protestants après leur défaite lors de la bataille de Moncontour en 1569. 
Ces différentes fonctions se lisent parfaitement dans la distribution des accès à l'édifice, le décor sculpté et la présence des tombeaux : l'entrée ouest était réservée aux villageois qui s'assemblaient dans la nef, alors que l'entrée nord du transept, ouvrant vers le château permettait au seigneur et à sa famille d'accéder aux deux petites chapelles encadrant le chœur afin d'y suivre l'office. 
L'édifice est classé au titre des monuments historiques en 1840.

## Description
À l'extérieur, la nef est rythmée par des contreforts étroits et peu saillants encadrant des fenêtres aux remplages flamboyants. Le clocher consiste en une tour massive percée de fenêtres étroites et hautes. Le plan de l'édifice est composé d'une nef unique à trois travées voûtées d'ogives, d'un transept et d'un chœur formé d'une travée droite, et d'une abside à trois pans. 
Au sud de la première travée, la base du clocher forme une chapelle. Un texte nous apprend qu'on enfermera la vieille église "au-dedans de la neuve sans y toucher jusqu'à ce que ladite vieille église fût en tel état qu'on y put faire le service, et alors fut rasée ladite vieille".

## Décors et sculptures
Le décor sculpté de ces chapelles et le revers du portail du transept sont d 'une virtuosité et d'une richesse remarquables : outre des ornements appartenant au vocabulaire de la Renaissance (coquilles, candélabres, arabesques, pilastres, volutes), on remarque l'abondance de l'héraldique. Ce détail révèle qu'Hélène de Hangest porta un intérêt personnel à la construction de la collégiale. 
On note également la présence des écussons et monogrammes ainsi que la devise de Claude Gouffier, le fils d'Artus, et de sa première femme Jacqueline de La Trémoille, qui n'ornent cependant que les parties les plus tardives du décor. 
Un grand retable, placé derrière le maître-autel, sépare le chœur de l'abside. Le buffet d'orgue et sa tribune du XVIIe siècle, primitivement placés au revers de la façade occidentale, ont été transportés dans le croisillon sud. Seuls subsistent quatre grand tombeaux arrachés au moment de la Révolution à leur emplacement d'origine, dans le chœur et le transept, alors que jadis des pierres tombales et des inscriptions gravées sur des plaques de cuivre rappelaient le souvenir des autres morts.
La collégiale, abrite également en son sein, un crocodile, même si son origine et sa datation nous est inconnu, l'explication la plus logique est qu'il pourrait provenir d'un cabinet de curiosités, que Claude Gouffier possédait au sein du château.

## Galerie

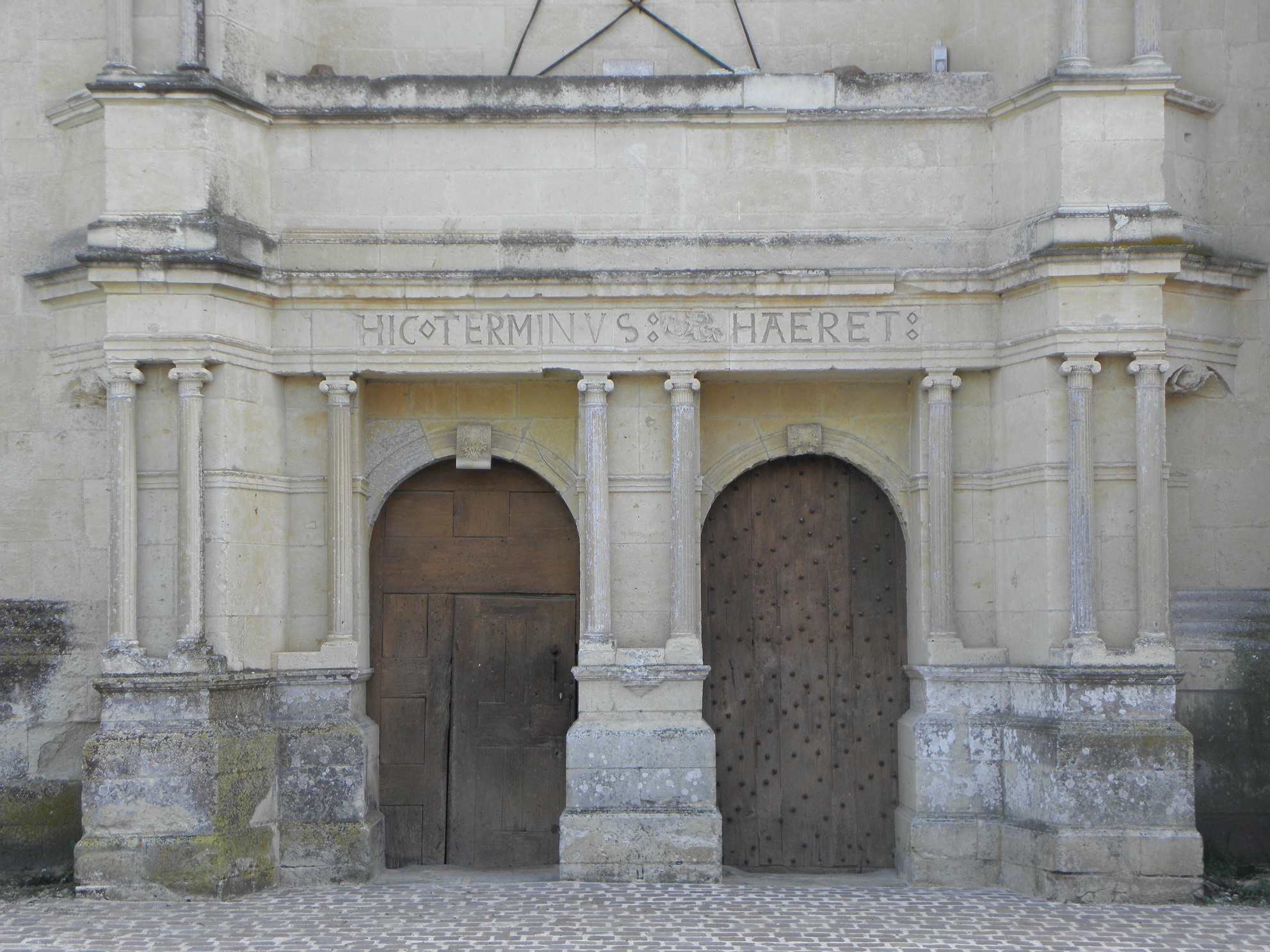
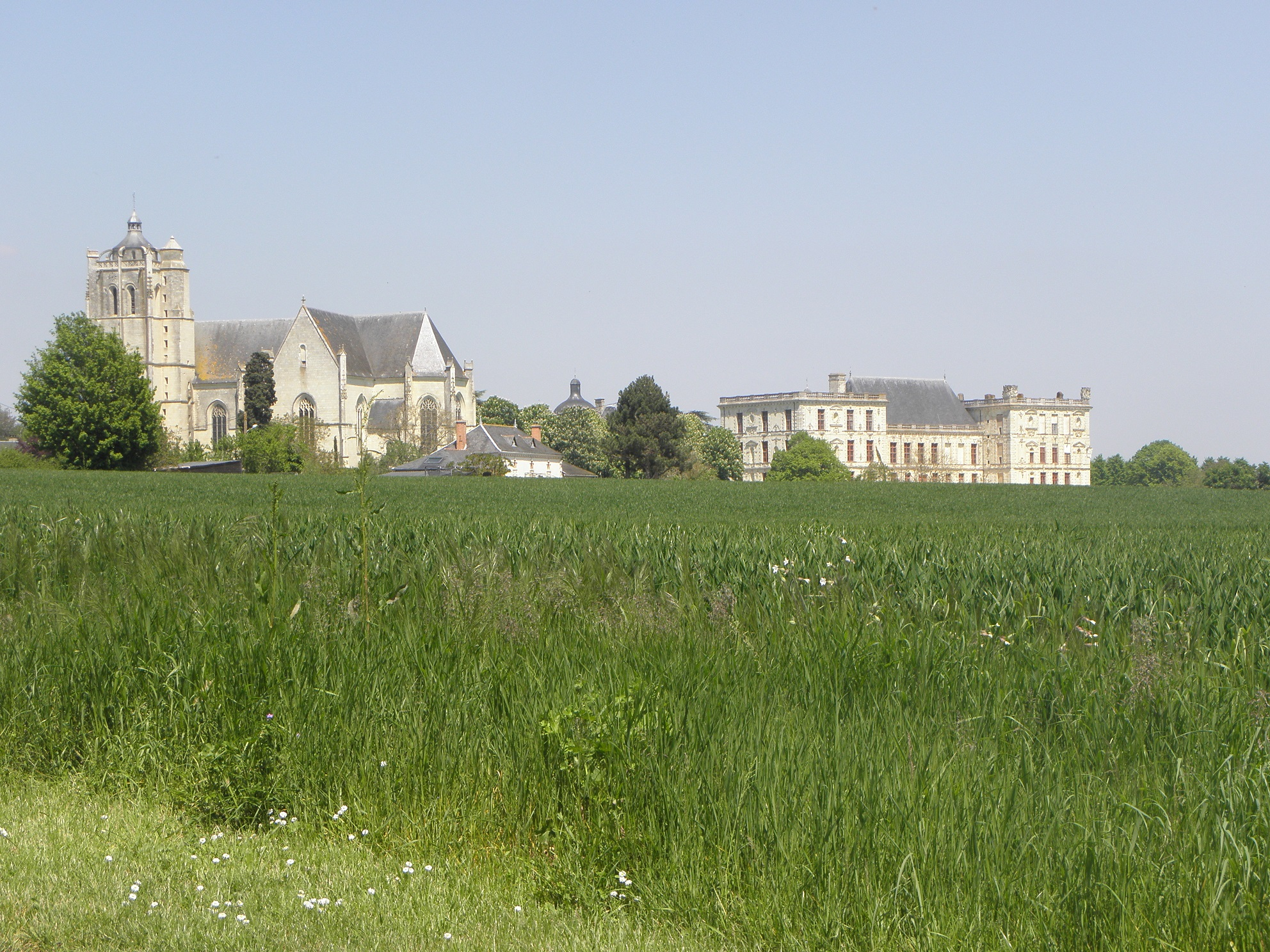
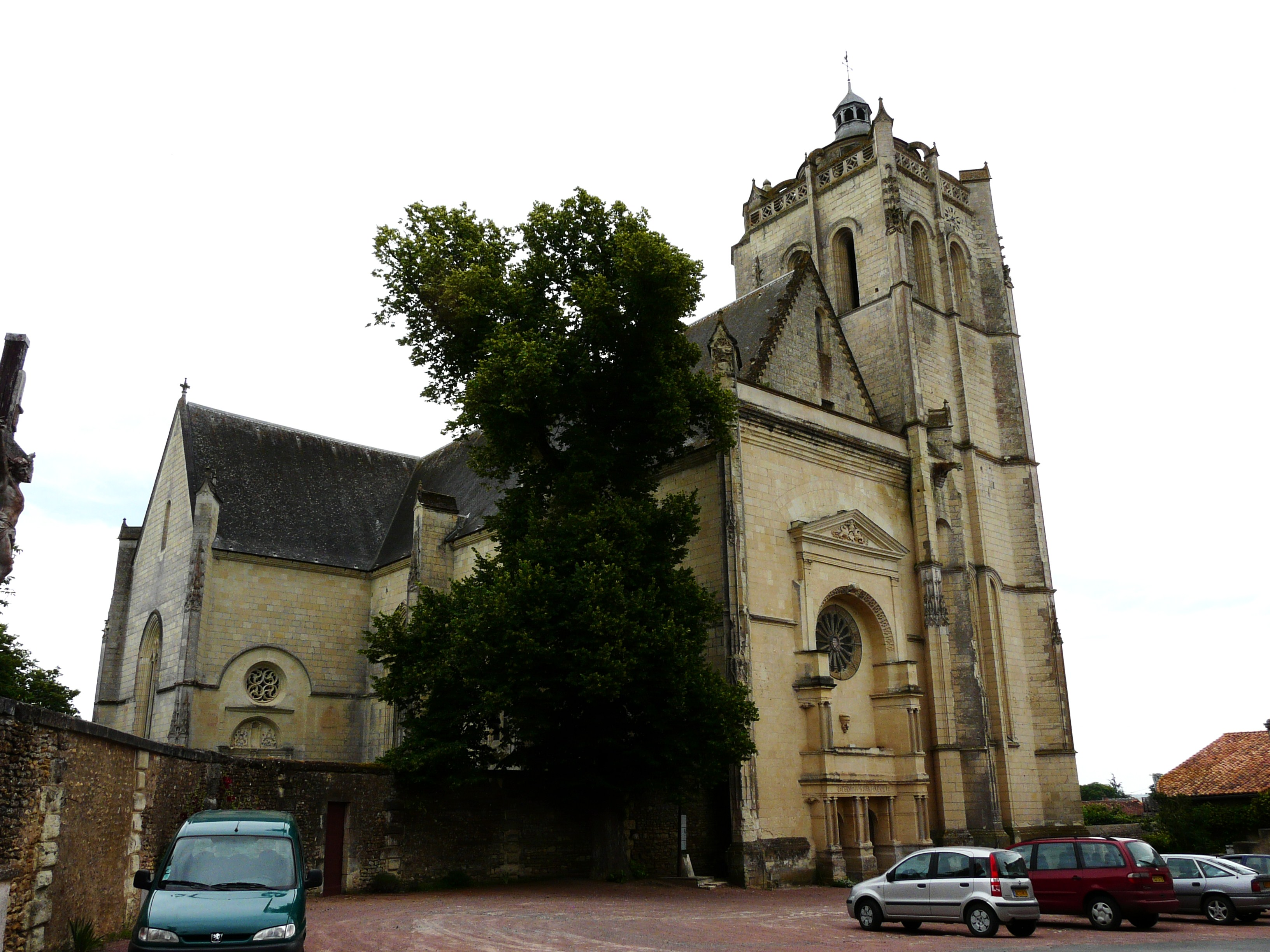
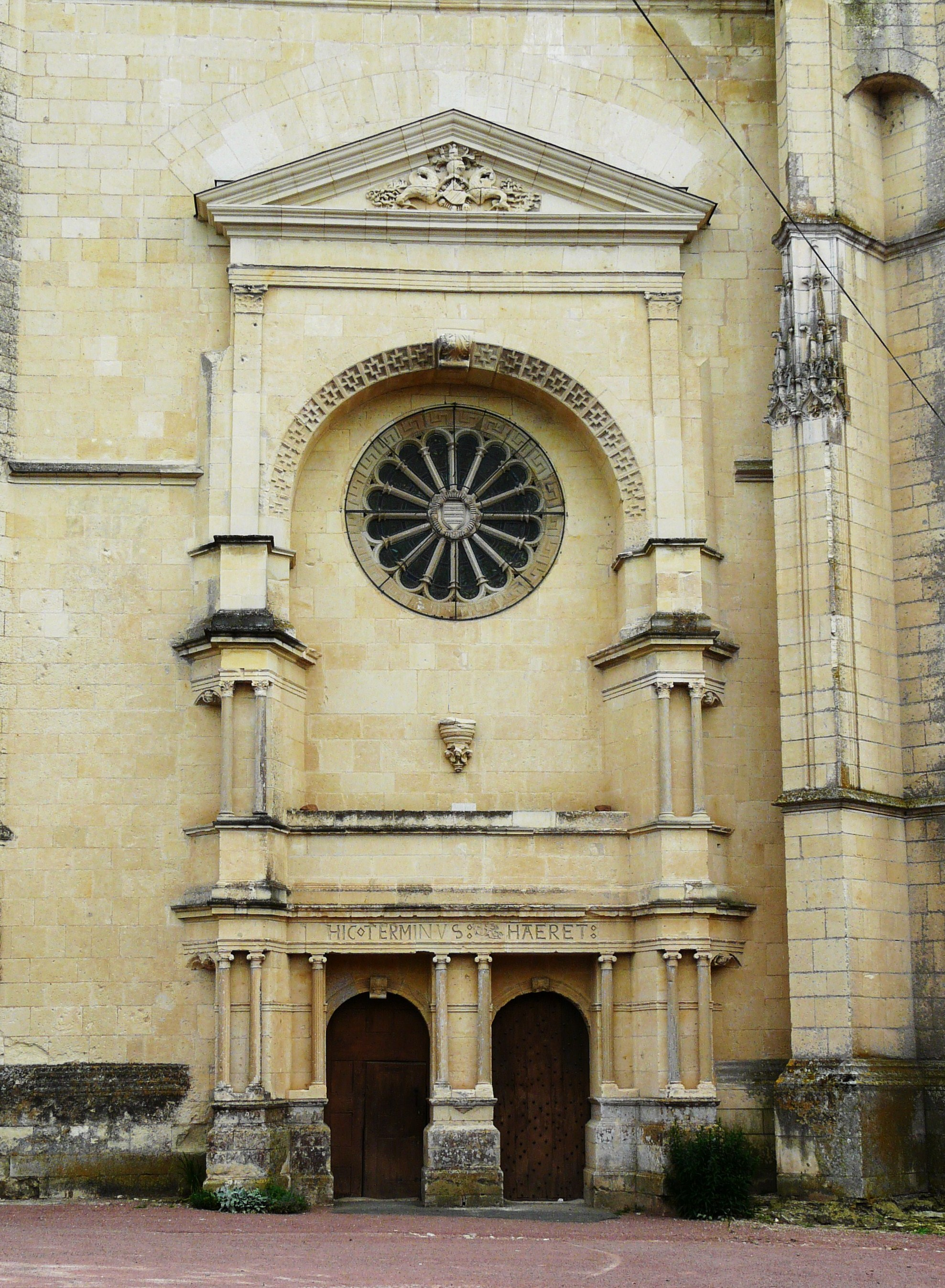
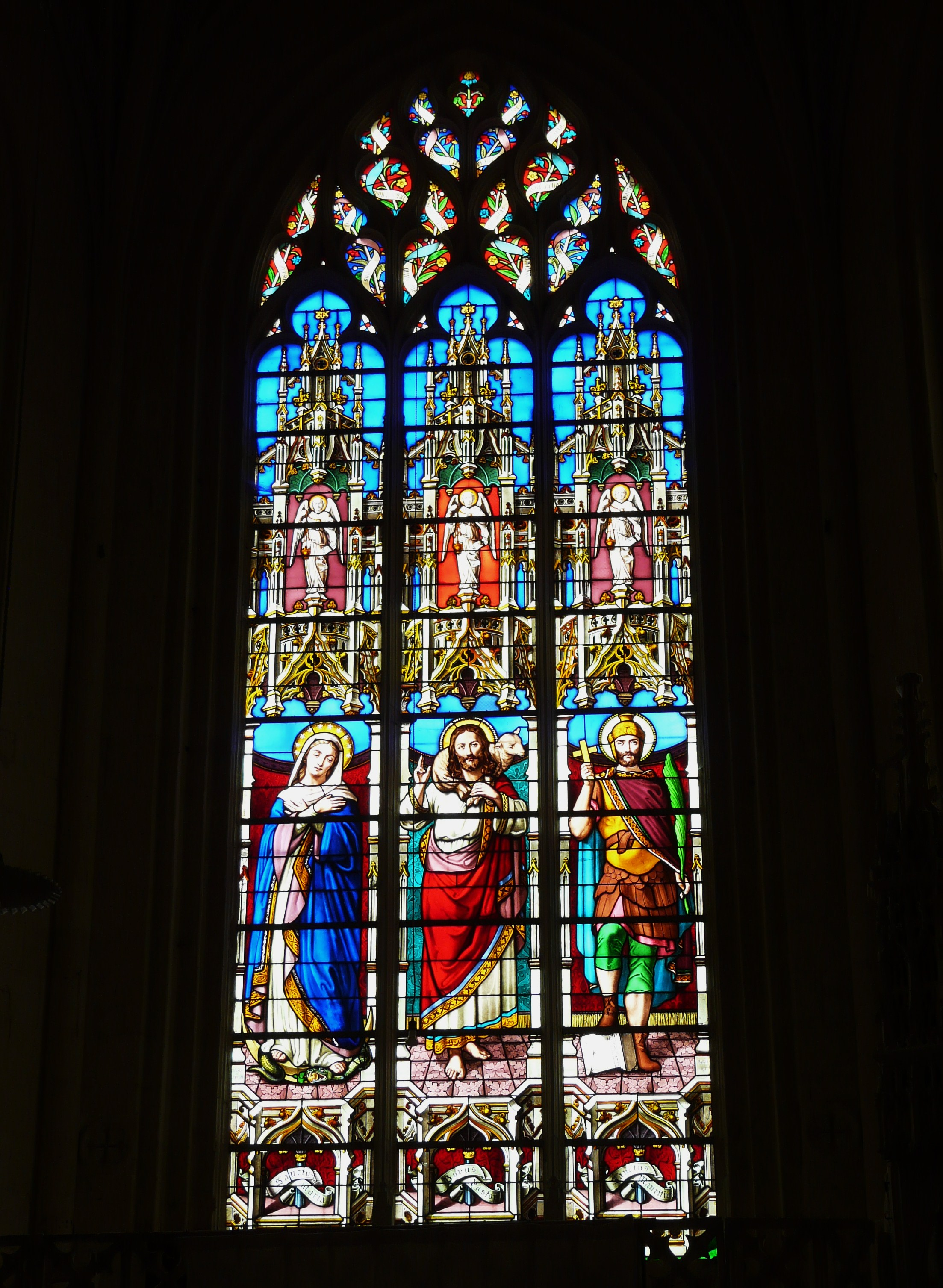
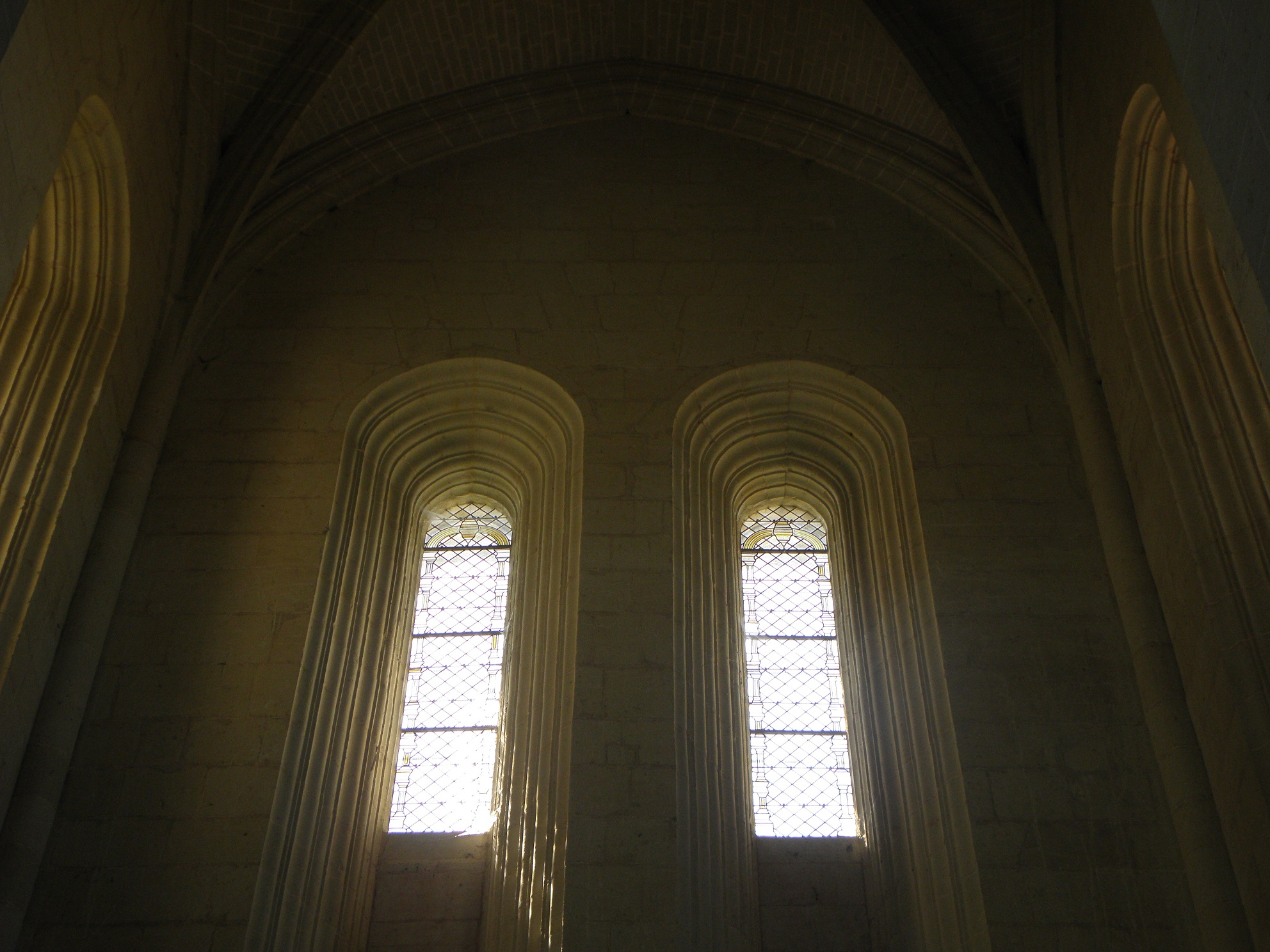
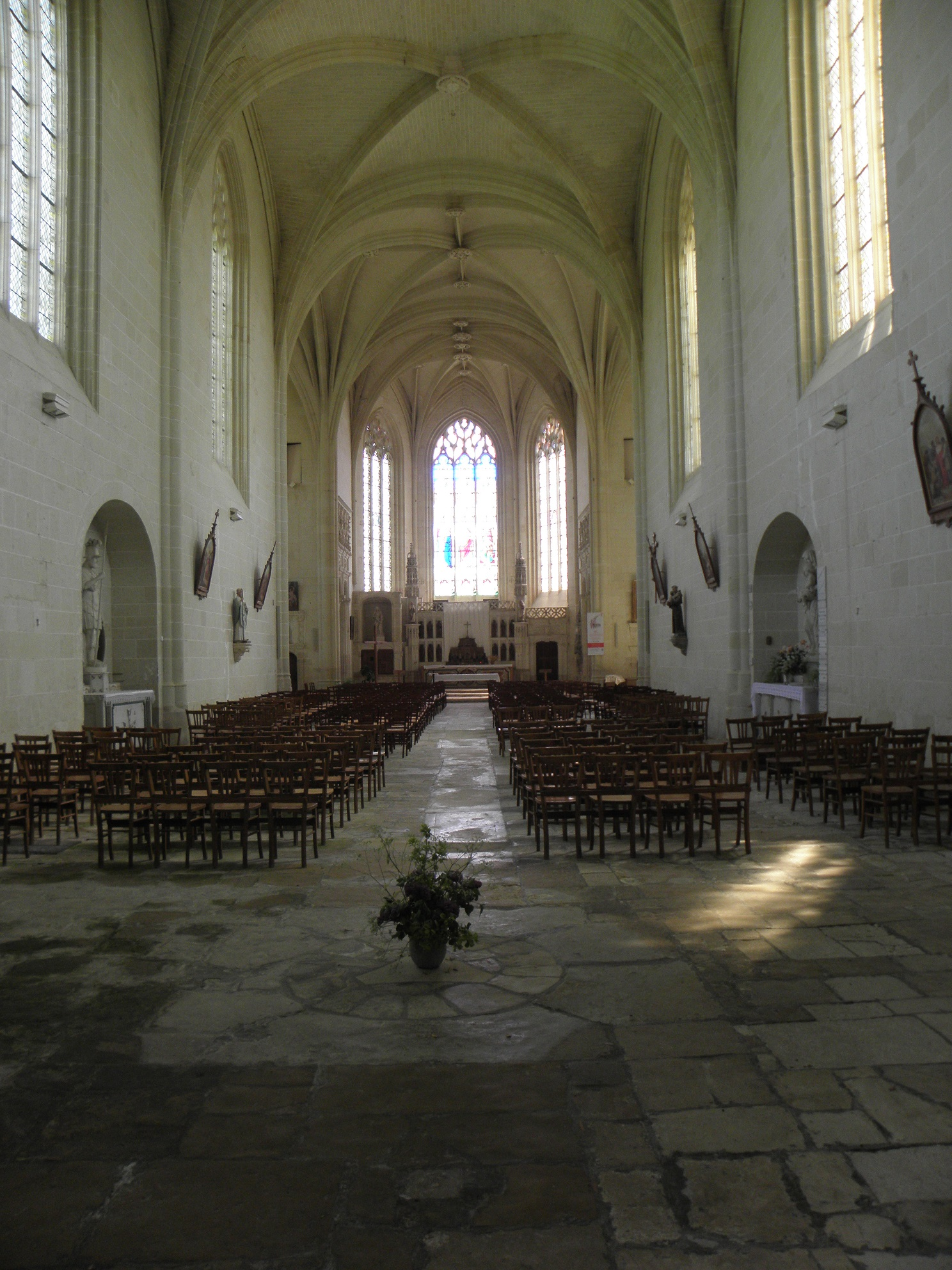
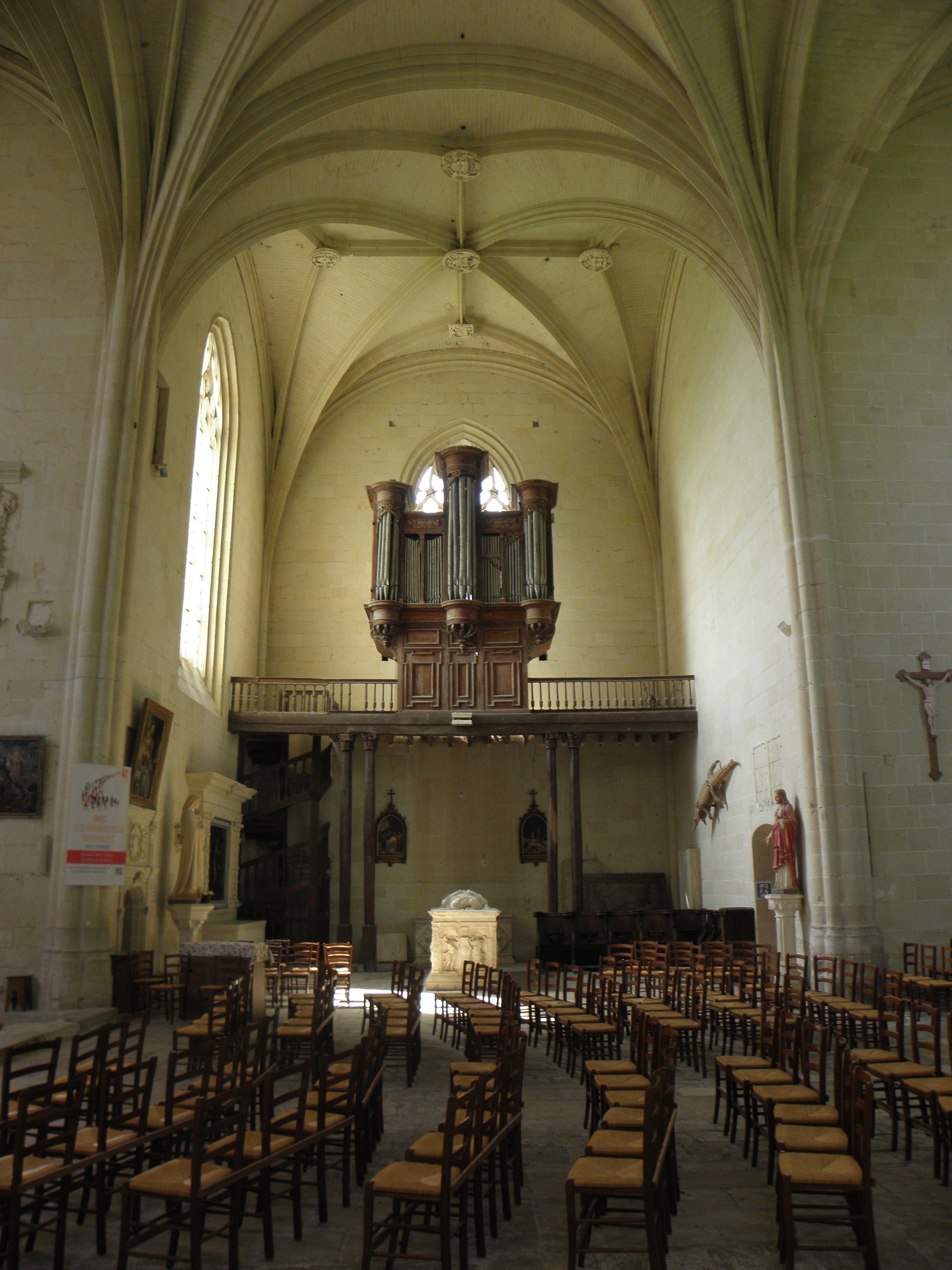

### Sources et bibliographie
- Étienne Fournial, Monsieur de Boisy. Grand maître de France sous François Ier, Lyon, Presses universitaires de Lyon, 1996, 152 p.
- Jean Guillaume, « Oiron au XVIe siècle : le château et l'église », Congrès Archéologique de France, 159e session, Deux-Sèvres, Société française d'archéologie, 2004, p. 201-207.
- Julien Noblet, En perpétuelle mémoire. Collégiales castrales et saintes-chapelles à vocation funéraire en France (1450-1560), Rennes, Presses Universitaires de Rennes, 2009, 320 p., (ISBN 978-2-7535-0855-2).
- Grégory Vouhé, « Tombeaux de marbre des La Trémoïlle et des Gouffier », L’Actualité Poitou-Charentes n° 107, hiver 2015.